# Soma (Turcja)

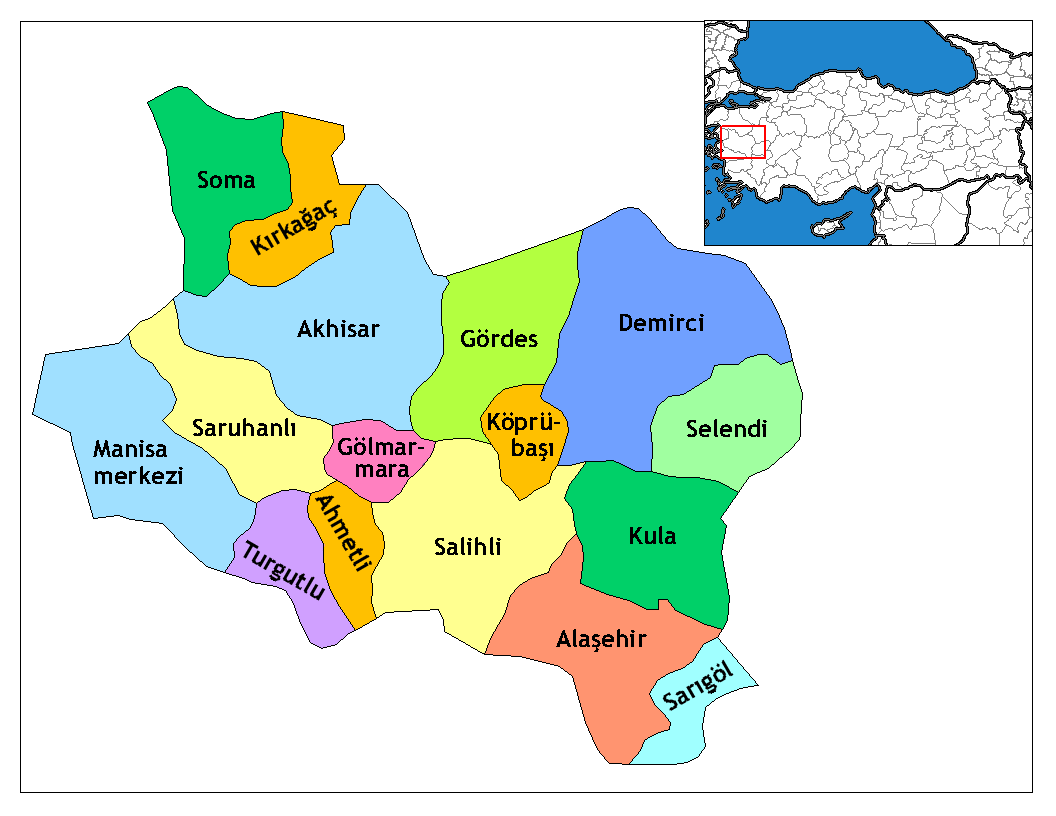

Soma – miasto, a jednocześnie nazwa dystryktu znajdującego się w tureckiej prowincji Manisa, około 120 km na północny wschód od Izmiru nad Morzem Egejskim Według spisu powszechnego przeprowadzonego w 2013 roku liczba mieszkańców dystryktu wynosi 105 391, z czego zdecydowana większość mieszka w mieście Soma (89 038 osób). Powierzchnia dystryktu wynosi 839 km²; miasto jest położone na wysokości 175 m n.p.m.
13 maja 2014 w miejscowej kopalni węgla brunatnego (lignitu), doszło do zawału i pożaru, spowodowanych prawdopodobnie wybuchem transformatora. W wyniku katastrofy zginęło co najmniej 282 górników, a 80 osób odniosło obrażenia (w tym członkowie ekipy ratunkowej)